# Geranium robertianum
Geranium robertianum là một loài thực vật có hoa trong họ Mỏ hạc. Loài này được L. mô tả khoa học đầu tiên năm 1753.

## Hình ảnh

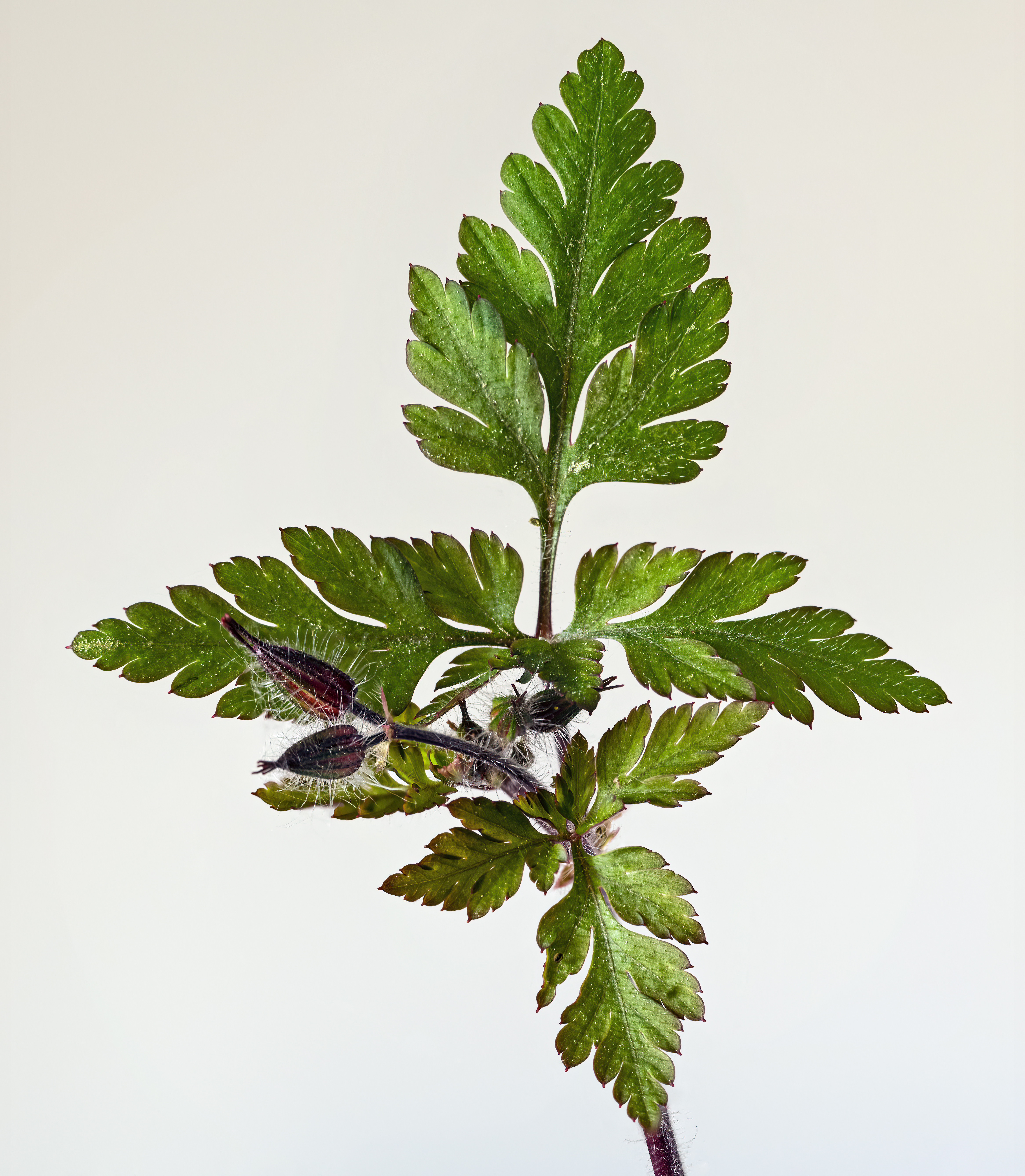
Cấu trúc lá điển hình
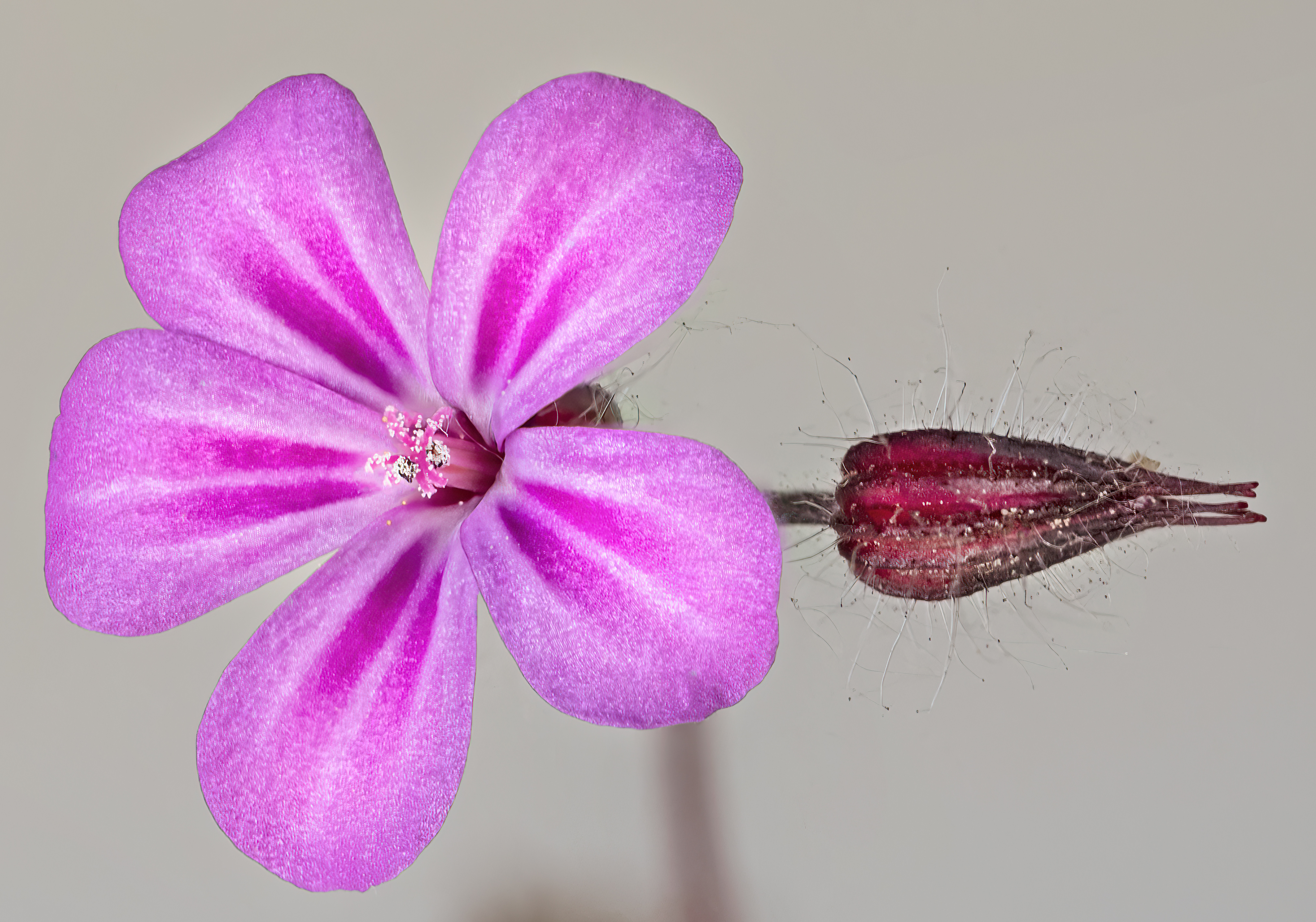
Bông hoa
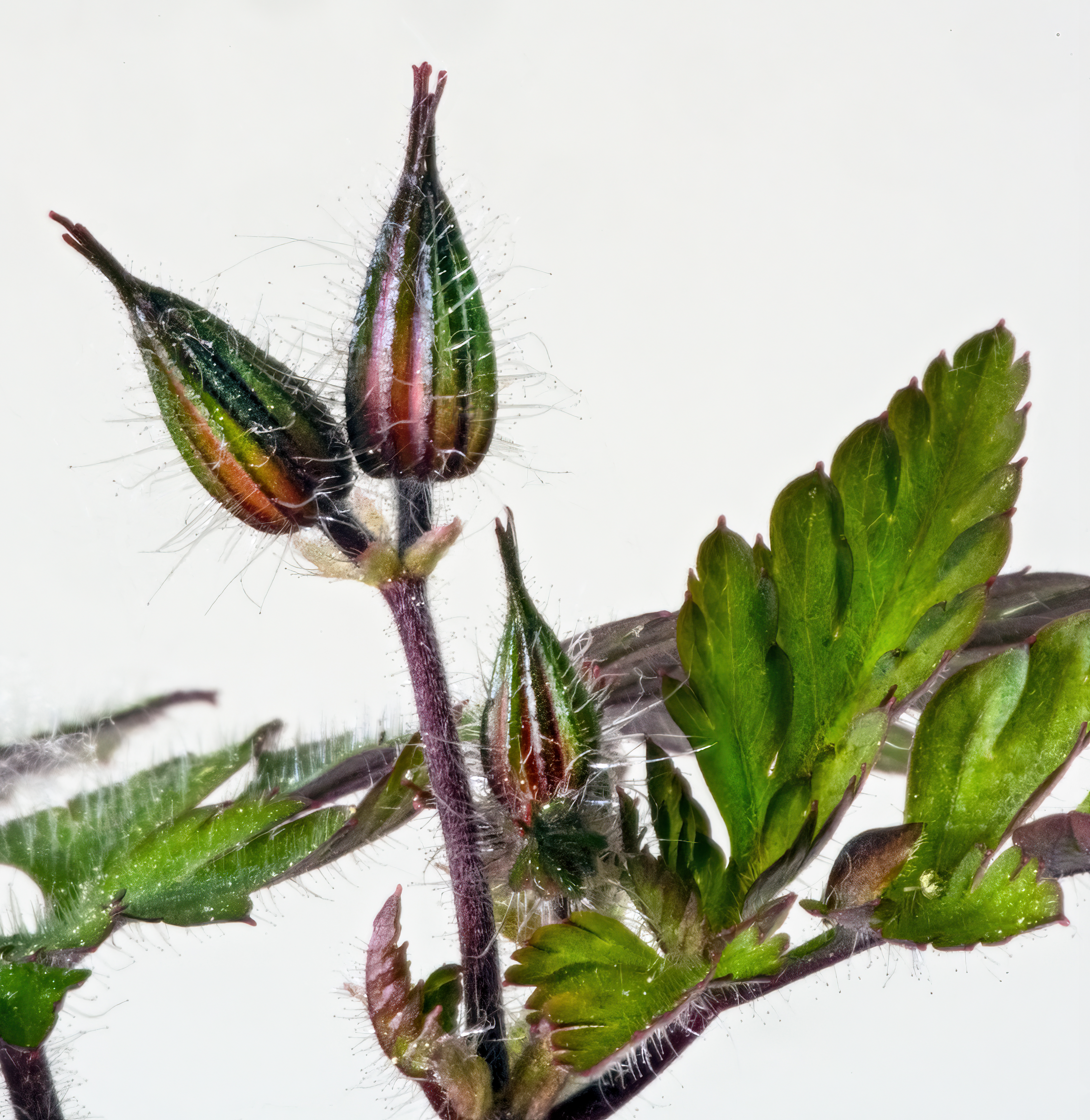
Nụ hoa
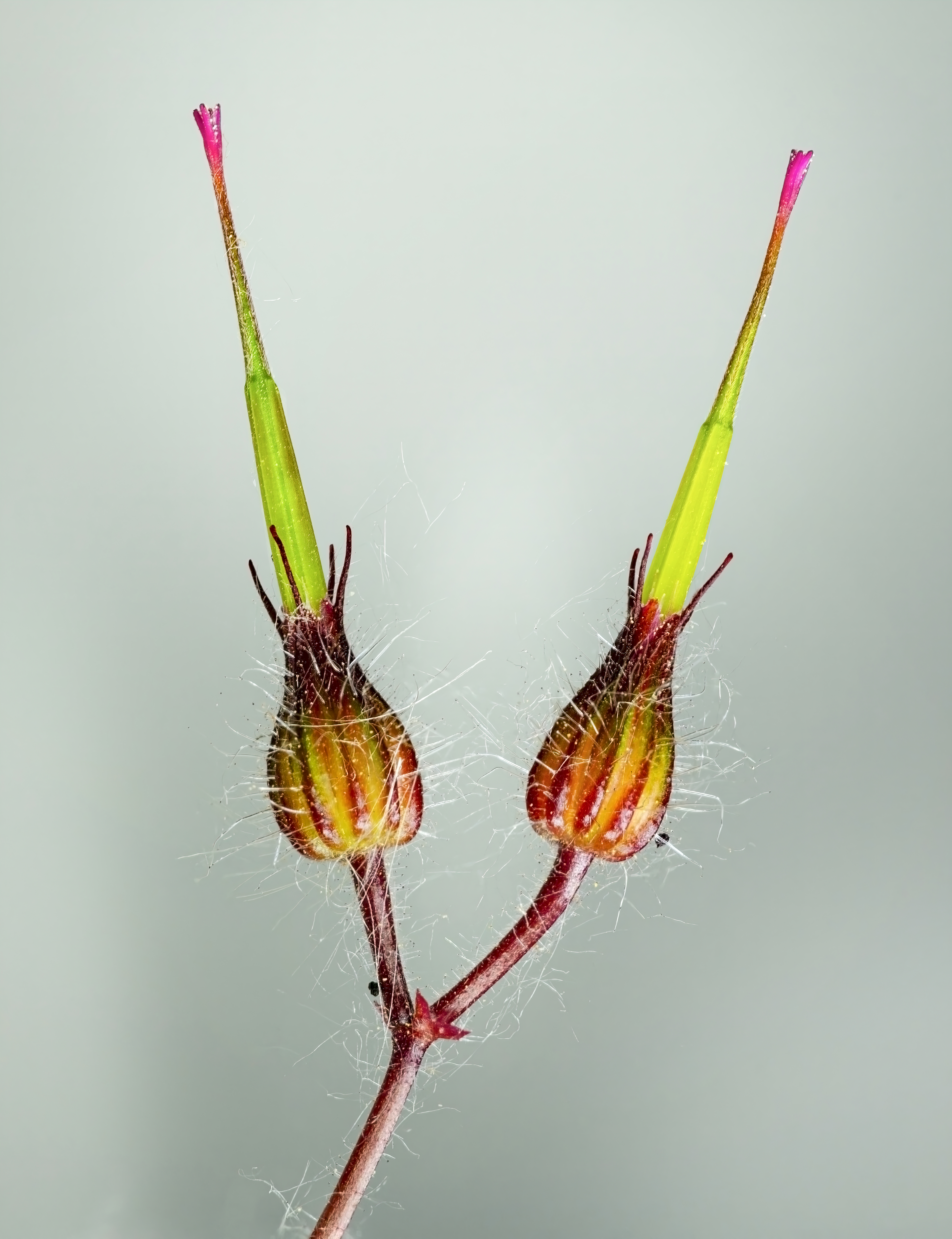
Trái cây